# حسين عليآباد (مقاطعة دلفان)
حسين عليآباد (بالفارسية: حسین علی‌آباد) هي قرية تقع في قسم كاكاوند الشرقي الريفي (مقاطعة دلفان) في إيران. يقدر عدد سكانها بـ 25 نسمة .